# Collegio uninominale Emilia-Romagna - 06 (Camera dei deputati 2020)
Il collegio elettorale uninominale Emilia-Romagna - 06 è un collegio elettorale uninominale della Repubblica Italiana per l'elezione della Camera dei deputati.

## Territorio
Come previsto dalla legge n. 51 del 27 maggio 2019, il collegio è stato definito tramite decreto legislativo all'interno della circoscrizione Emilia-Romagna.
È formato dal territorio del comune di Bologna.
Il collegio è parte del collegio plurinominale Emilia-Romagna - 02.

## Eletti
| Elezione | Elezione | Deputato        | Partito             |
| -------- | -------- | --------------- | ------------------- |
|          | 2022     | Virginio Merola | Partito Democratico |

## Dati elettorali

### XIX legislatura
Come previsto dalla legge elettorale, 147 deputati sono eletti con sistema a maggioranza relativa in altrettanti collegi uninominali a turno unico.
| Candidati                                 | Candidati                 | Voti    | %     | Liste                                                | Voti    | %     |
| ----------------------------------------- | ------------------------- | ------- | ----- | ---------------------------------------------------- | ------- | ----- |
|                                           | Virginio Merola ✔️ Eletto | 93 460  | 45,48 | Partito Democratico-IDP                              | 68 281  | 33,23 |
| Alleanza Verdi e Sinistra                 | Virginio Merola ✔️ Eletto | 93 460  | 45,48 | 15 850                                               | 7,71    |       |
| +Europa                                   | Virginio Merola ✔️ Eletto | 93 460  | 45,48 | 8 714                                                | 4,24    |       |
| Impegno Civico - Centro Democratico       | Virginio Merola ✔️ Eletto | 93 460  | 45,48 | 615                                                  | 0,30    |       |
|                                           | Dalila Jolanda Ansalone   | 54 472  | 26,51 | Fratelli d'Italia                                    | 38 536  | 18,75 |
| Lega per Salvini Premier                  | Dalila Jolanda Ansalone   | 54 472  | 26,51 | 7 775                                                | 3,78    |       |
| Forza Italia                              | Dalila Jolanda Ansalone   | 54 472  | 26,51 | 7 149                                                | 3,48    |       |
| Noi moderati/Lupi - Toti - Brugnaro - UDC | Dalila Jolanda Ansalone   | 54 472  | 26,51 | 1 012                                                | 0,49    |       |
|                                           | Naike Gruppioni           | 22 159  | 10,78 | Azione - Italia Viva - Calenda                       | 22 159  | 10,78 |
|                                           | Marzia Calzoni            | 20 362  | 9,91  | Movimento 5 Stelle                                   | 20 362  | 9,91  |
|                                           | Simona Ferlini            | 6 355   | 3,09  | Unione Popolare                                      | 6 355   | 3,09  |
|                                           | Francesco Tabaroni        | 3 123   | 1,52  | Italia Sovrana e Popolare                            | 3 123   | 1,52  |
|                                           | Fabio Fabbri              | 2 618   | 1,27  | Italexit                                             | 2 618   | 1,27  |
|                                           | Massimo Scarpelli         | 1 761   | 0,86  | Vita                                                 | 1 761   | 0,86  |
|                                           | Leonardo Sani             | 1 048   | 0,51  | Partito Animalista Italiano – UCDL – 10 Volte Meglio | 1 048   | 0,51  |
|                                           | Giuseppe Frisina          | 126     | 0,06  | Noi di Centro – Europeisti                           | 126     | 0,06  |
| Totale                                    | Totale                    | 205 484 | 100   |                                                      | 205 484 | 100   |
|                                           |                           |         |       |                                                      |         |       |
| Schede bianche                            | Schede bianche            | 1 919   | 0,91  |                                                      |         |       |
| Schede nulle                              | Schede nulle              | 3 382   | 1,60  |                                                      |         |       |
| Votanti                                   | Votanti                   | 210 785 | 73,34 |                                                      |         |       |
| Elettori                                  | Elettori                  | 287 417 |       |                                                      |         |       |